# Dhakeshwari-tempel

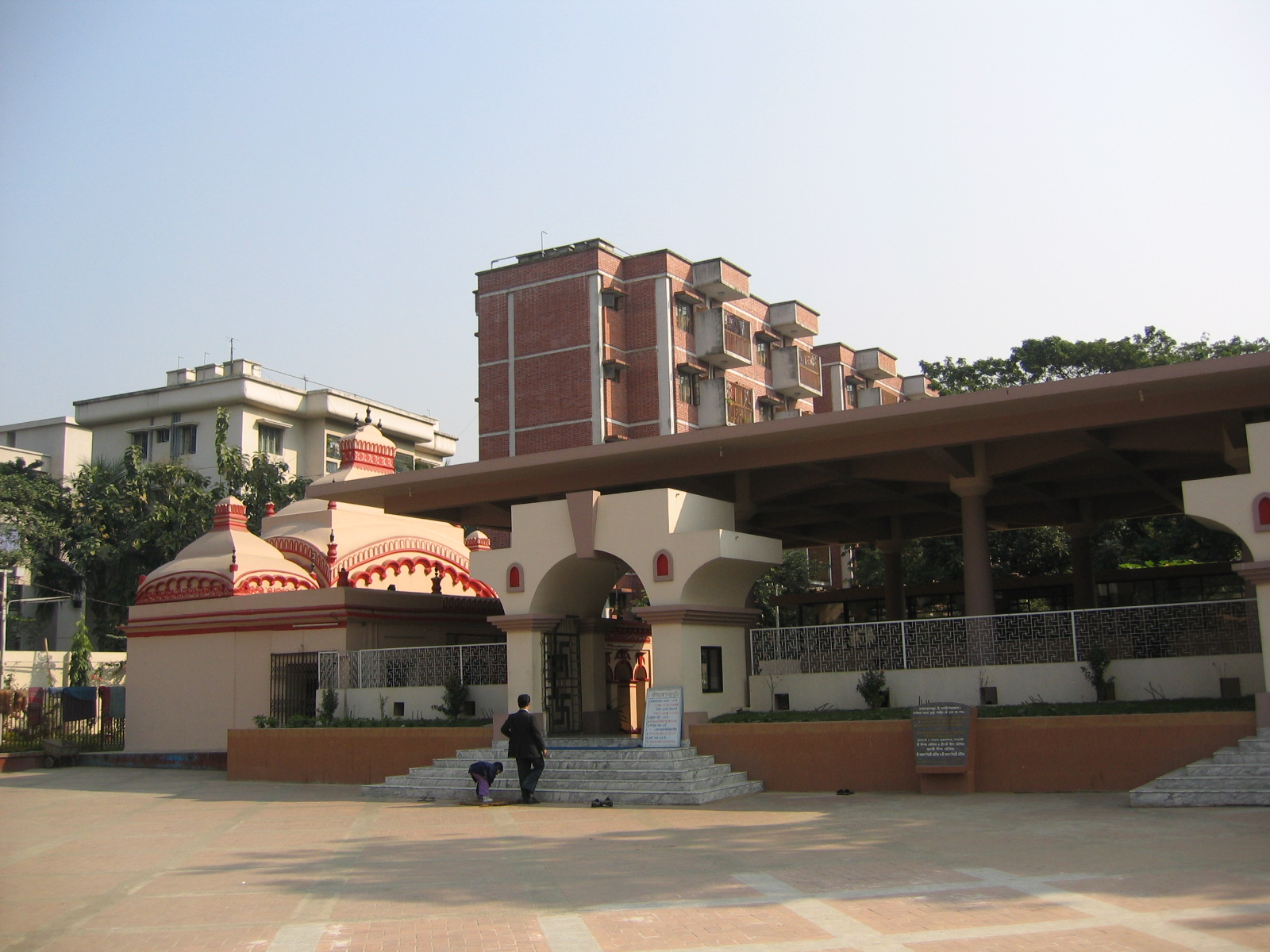
Het hoofdgebouw van de Dhakeshwari-tempel

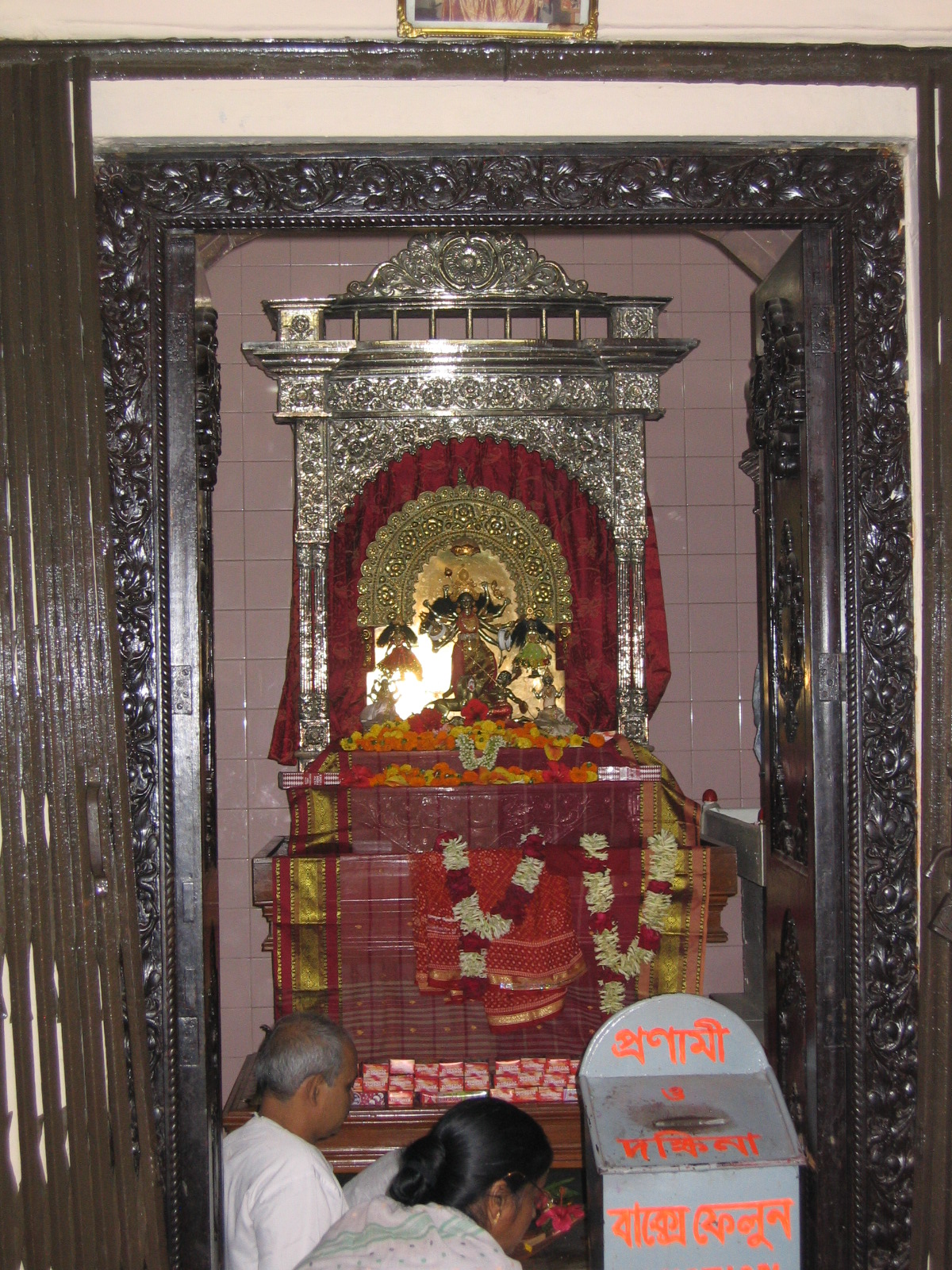
Het standbeeld van de Verborgen godin

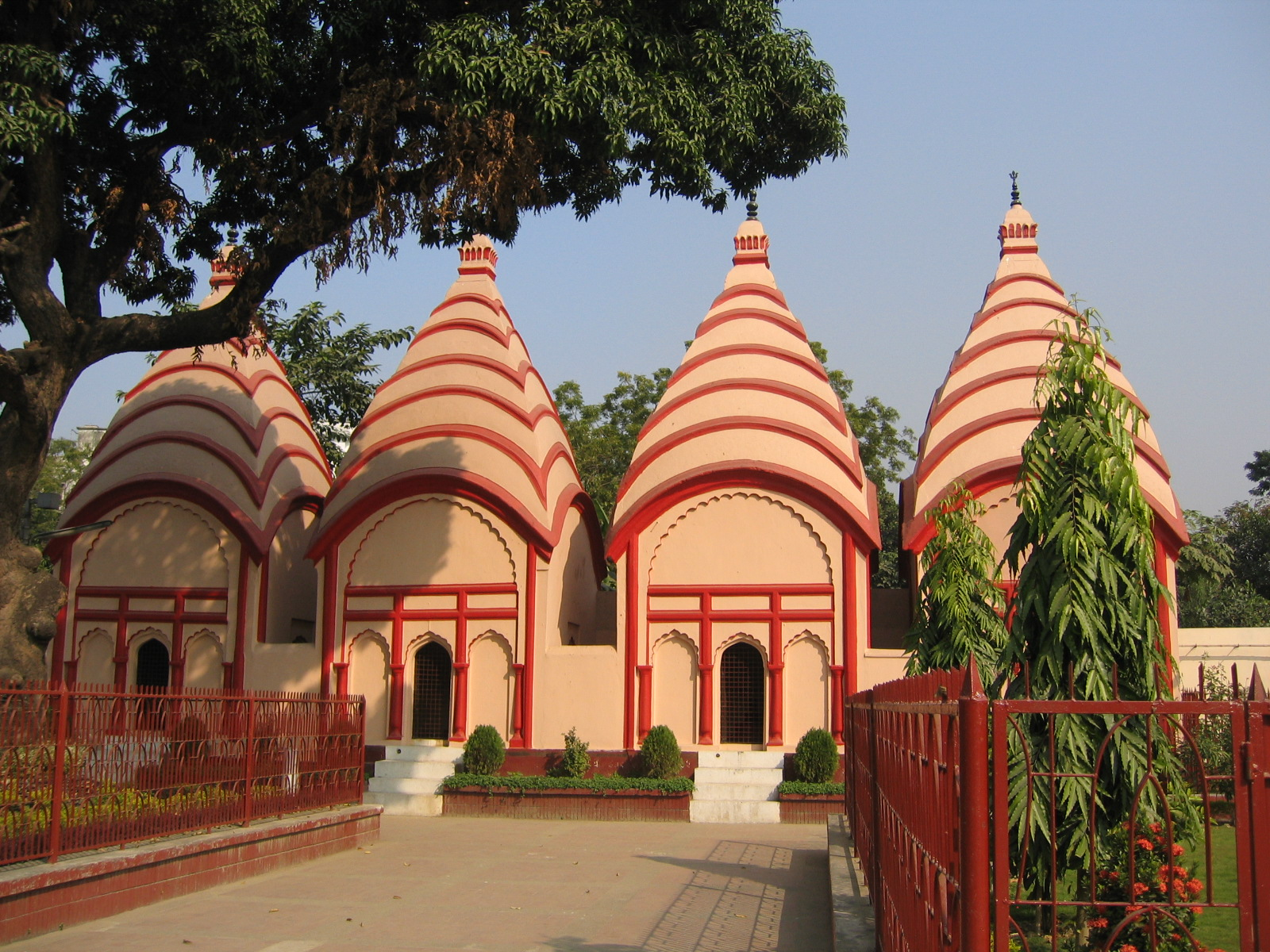
Een deel van de tempel gewijd aan Shiva

De Dhakeshwari-Tempel (Bengaals: ঢাকেশ্বরী জাতীয় মন্দির Ðhakeshshori Jatio Mondir) is een tempel in Dhaka en is eigendom van de staat Bangladesh. De status van nationale tempel kreeg ze in 1996 als gevolg van een sterke lobby door verschillende hindoeïstische groepen. Zij deden dat nadat de Islam in 1988 tot de staatsreligie van Bangladesh was uitgeroepen.
De naam Dhakeshwari betekent in het Bengaals Verborgen godin. Sinds de vernietiging van de Ramma Kali Mandir door het Pakistaanse leger tijdens de Bengaalse Onafhankelijkheidsoorlog wordt de Dhakeshwari-tempel gezien als de belangrijkste plaats voor Hindoes in Bangladesh.
De tempel werd gebouwd in de 12e eeuw door Ballal Sen, een koning uit de Sena-dynastie. Dhaka, de naam van de stad, zou afgeleid zijn van de tempel. De huidige stijl van de architectuur van de tempel kan niet teruggeleid worden tot deze periode, vanwege de verschillende renovaties en herbouw die heeft plaatsgevonden door de jaren heen. Het gebouw wordt gezien als een belangrijk deel van het cultureel erfgoed van Dhaka. Toch ging tijdens de onafhankelijkheidsoorlog in 1971 bijna de helft van de gebouwen verloren. De belangrijkste werd door het Pakistaanse leger gebruikt als wapenopslagplaats. In 1990 raakte de tempel verder beschadigd tijdens rellen.
De tempel ligt vlak bij de oude stad van Dhaka, precies achter de campus van de Bangladesh University of Engineering and Technology. Buiten de tempel staat een permanent altaar. Jaarlijks wordt de godin Durga daar aanbeden. Binnen het tempelcomplex zelf zijn vier identieke structuren die gewijd zijn aan Shiva. Ten oosten daarvan ligt het belangrijkste deel van de tempel, waar een beeld staat van de godin Dhaka.
Er vinden zowel sociaal-culturele als religieuze evenementen plaats in en rond de tempel. Elk jaar vindt het feest Durga Puja plaats, de belangrijkste gebeurtenis voor Bengaalse hindoeïsten. Veel Bengaalse prominenten, zoals de president, premier en parlementsleden komen de Bengaalse hindoe-gemeenschappen op het tempelcomplex feliciteren. Na het feest vindt de Bijaya Sammelani, een culturele week vol met festiviteiten, plaats.
Een andere belangrijke gebeurtenis is de Janmashthami, een processie die wordt gehouden op de verjaardag van Krishna en start vanaf het tempelterrein. Deze processie begon in 1902, maar werd na de stichting van de staat Pakistan in 1948 verboden. Pas in 1989 vond er weer een Janmashtami plaats. Ook vinden er met enige regelmaat concerten plaats op het terrein van de tempel.